# Електротехничка и грађевинска школа „Никола Тесла” Зрењанин
Електротехничка и грађевинска школа „Никола Тесла” Зрењанин је средња школа у којој се образују кадрови за електротехничка и грађевинска занимања. Налази се у Зрењанину, у улици Славка Жупанског број 1.

## Историјат
Школа је основана 1983. године. Пре 1983. године подручје рада електротехника је било у школи м. е. ш. ц — машинско електротехнички школски центар. Школа је била у згради данашње техничке школе. Подручје рада грађевинарство и геодезија је било у школи „25. мај”, која се налазила у згради данашње школе — „Урош Предић”.

## Образовни профили
Електротехничка школа „Никола Тесла” остварује план и програм електротехничке струке за следеће образовне профиле у трогодишњем и четворогодишњем трајању:
- електротехничар рачунара,
- електротехничар енергетике,
- електротехничар аутоматике,
- електротехничар информационих технологија,
- електроинсталатер,
- електромеханичар за термичке и расхладне уређаје,
- архитектонски техничар,
- декоратер зидних површина,
- руководилац грађевинском механизацијом.